# Jan II. z Lichtenštejna
Jan II. kníže z Lichtenštejna (německy Johann II. Fürst von und zu Liechtenstein; 5. října 1840, Lednice – 11. února 1929, zámek Valtice) byl lichtenštejnským knížetem v letech 1858–1929. Jeho panování trvalo 70 let a 3 měsíce, což je třetí nejdelší funkční období v evropské historii po Alžbětě II. a Ludvíkovi XIV. Patřil k největším pozemkovým vlastníkům v  Rakousku-Uhersku, v Čechách, na Moravě a ve Slezsku mu patřily velkostatky s rozlohou přes 150 000 hektarů půdy, menší statky vlastnil také v Dolním Rakousku a dalších zemích. Po zániku monarchie v roce 1918 zasáhla do struktury jeho majetku pozemková reforma v Československu. Proslul též jako významný mecenáš umění a věd.

## Životopis

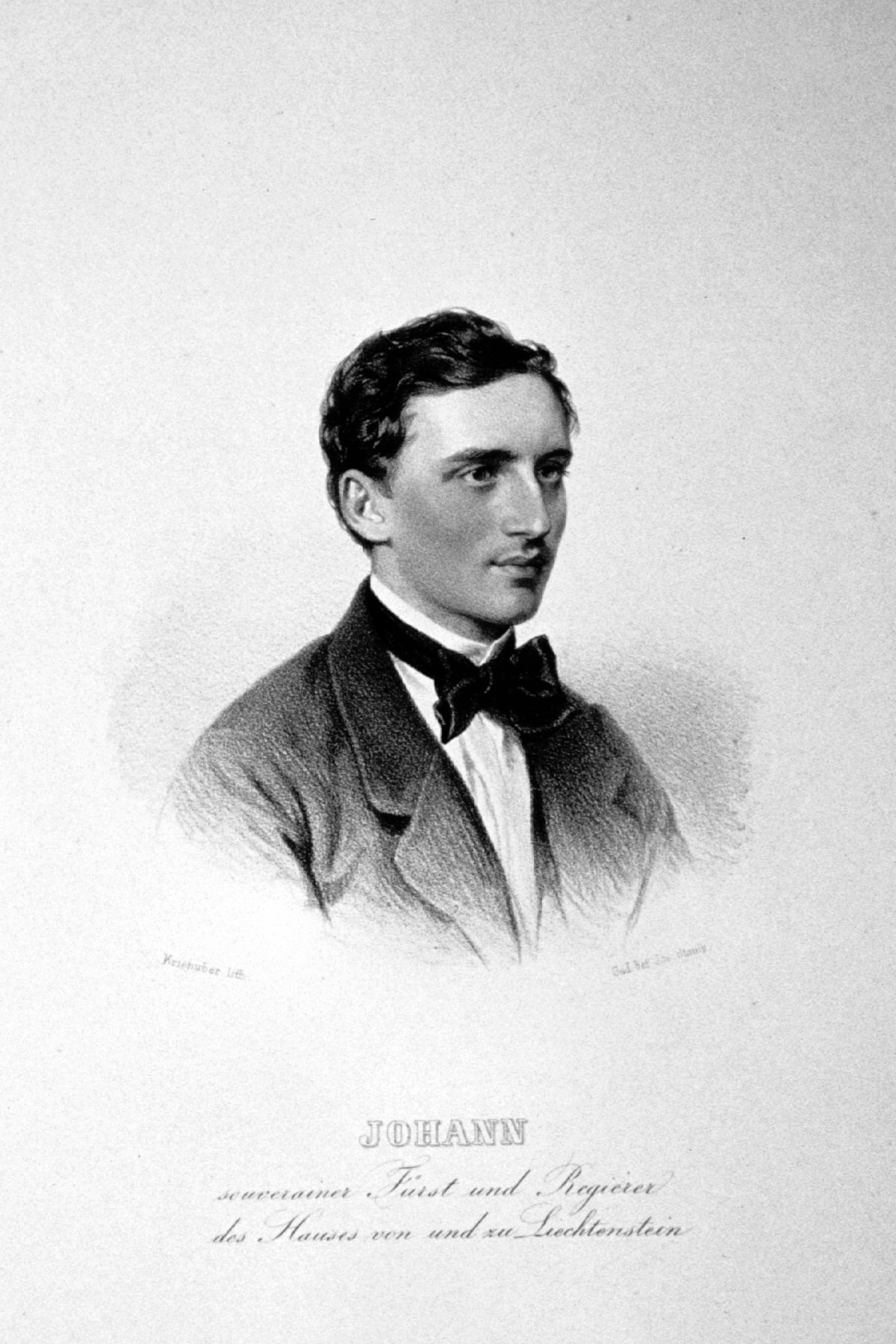
Kníže Jan II. z Lichtenštejna (1858, litografie Josef Kriehuber)

Kníže Jan II. se narodil na zámku v Lednici jako šestý potomek a starší syn vládnoucího knížete Aloise II. (1796–1858) a jeho manželky Františky, rozené hraběnky Kinské z Vchynic a Tetova (1813–1881). Nástupnictví se ujal po smrti svého otce 12. listopadu 1858, krátce po svých osmnáctých narozeninách. Jeho vláda se stala nejdelším panováním bez regentury ve světové historii (až ve 21. století ho o několik měsíců předstihli Ráma IX. a pak Alžběta II.). 
Studoval soukromě, kromě němčiny ovládal češtinu, angličtinu, francouzštinu a italštinu. Vysokoškolská studia absolvoval na univerzitě v Bonnu a polytechnice v Karlsruhe, získal znalosti v oblasti národního hospodářství a techniky. Studia nedokončil a poté absolvoval dlouhou kavalírskou cestu po Evropě. Při převzetí knížecího titulu byl ještě nezletilý a správu majetku zajišťovala jako poručnice matka Františka. Po návratu z cest osobně převzal správu majetku a v roce 1861 se také stal dědičným členem rakouské Panské sněmovny. Jejího zasedání se ale nikdy nezúčastňoval, obecně se o politiku příliš nezajímal, i když jsou doloženy jeho sympatie ke Straně středu.
Na základě rodinné smlouvy (respektive domácího zákona) byli všichni Lichtenštejnové od roku 1842 státními občany Lichtenštejnského knížectví, zároveň byli ale občany Rakouska. Rakousko-Uhersko dvojí občanství neuznávalo, kníže Jan ale vzhledem k obrovskému majetku v monarchii usiloval o modifikaci svého postavení. Výnosem rakousko-uherského ministerstva zahraničí z roku 1887 dosáhl specifického postavení cizího občana s řadou práv příslušejících rakouským občanům. Lichtenštejnské knížectví bylo s rakouskou monarchií provázáno také celní unií z roku 1852 nebo společným diplomatickým zastoupením v zahraničí. 
V roce 1861 a pak znovu v roce 1921 kníže podpořil ústavu, která dala běžným občanům Lichtenštejnska rozsáhlá politická práva; ta druhá učinila z knížectví konstituční monarchii. Jan II. po první světové válce zpřetrhal tradiční těsné vazby s Rakouskem-Uherskem, resp. s jeho nástupnickými státy (což byla zejména Rakouská republika), a přeorientoval se na druhého souseda, Švýcarsko. V roce 1924 přijalo Lichtenštejnsko švýcarský frank jako svou oficiální měnu.
V roce 1862 Jan II. obdržel Řád zlatého rouna a v roce 1876 získal velkokříž Řádu sv. Štěpána, byl též čestným rytířem Maltézského řádu.
Nikdy se neoženil a neměl potomky. Zemřel roku 1929 ve věku 88 let ve svém valtickém sídle, pohřben je ve Vranově u Brna.

## Majetek
Po otci zdědil obrovský majetek v různých částech Habsburské monarchie, vlastnil přes 150 000 hektarů půdy v českých zemích a v Rakousku, stěžejní podíl připadal do oblasti Moravského markrabství. Menší pozemky mu patřily také v Sasku, Prusku a Uhrách. Rodové dědictví rozšiřoval dalšími akvizicemi, např. v roce 1878 koupil Klášterní Hradisko u Olomouce a v roce 1894 získal statek Křtiny připojený administrativně k velkostatku Pozořice. 
Do struktury lichtenštejnského dominia zasáhla pozemková reforma v Československu, která měla vzhledem k postavení knížete Jana II. jako hlavy samostatného státu komplikovaný průběh, a dohody o finanční vyrovnání provázené soudními spory na mezinárodní úrovni probíhaly ještě několik let po Janově úmrtí. V zájmu efektivního provedení pozemkové reformy Československá republika neuznala suverenitu Lichtenštejnského knížectví a vyhýbala se navázání diplomatických styků.

### Majetek Jana II. z Lichtenštejna v Československu (před pozemkovou reformou)
| Velkostatek                 | Výměra v hektarech |
| --------------------------- | ------------------ |
| Pozořice-Adamov             | 14 722             |
| Bučovice-Ždánice            | 14 484             |
| Břeclav                     | 14 474             |
| Plumlov                     | 12 960             |
| Kostelec nad Černými lesy   | 12 450             |
| Branná                      | 9 539              |
| Opava-Krnov                 | 9 290              |
| Úsov                        | 7 622              |
| Uhříněves-Škvorec           | 7 561              |
| Zábřeh                      | 7 487              |
| Uherský Ostroh              | 7 251              |
| Šternberk                   | 6 755              |
| Moravská Třebová            | 6 258              |
| Valtice                     | 6 152              |
| Ruda nad Moravou-Hanušovice | 5 603              |
| Lanškroun                   | 5 363              |
| Karlovec                    | 4 540              |
| Radim                       | 3 605              |
| Rataje nad Sázavou          | 3 579              |
| Klášterní Hradisko          | 2 886              |
| Kounice                     | 2 761              |
| Rumburk                     | 2 616              |
| Lednice                     | 1 843              |

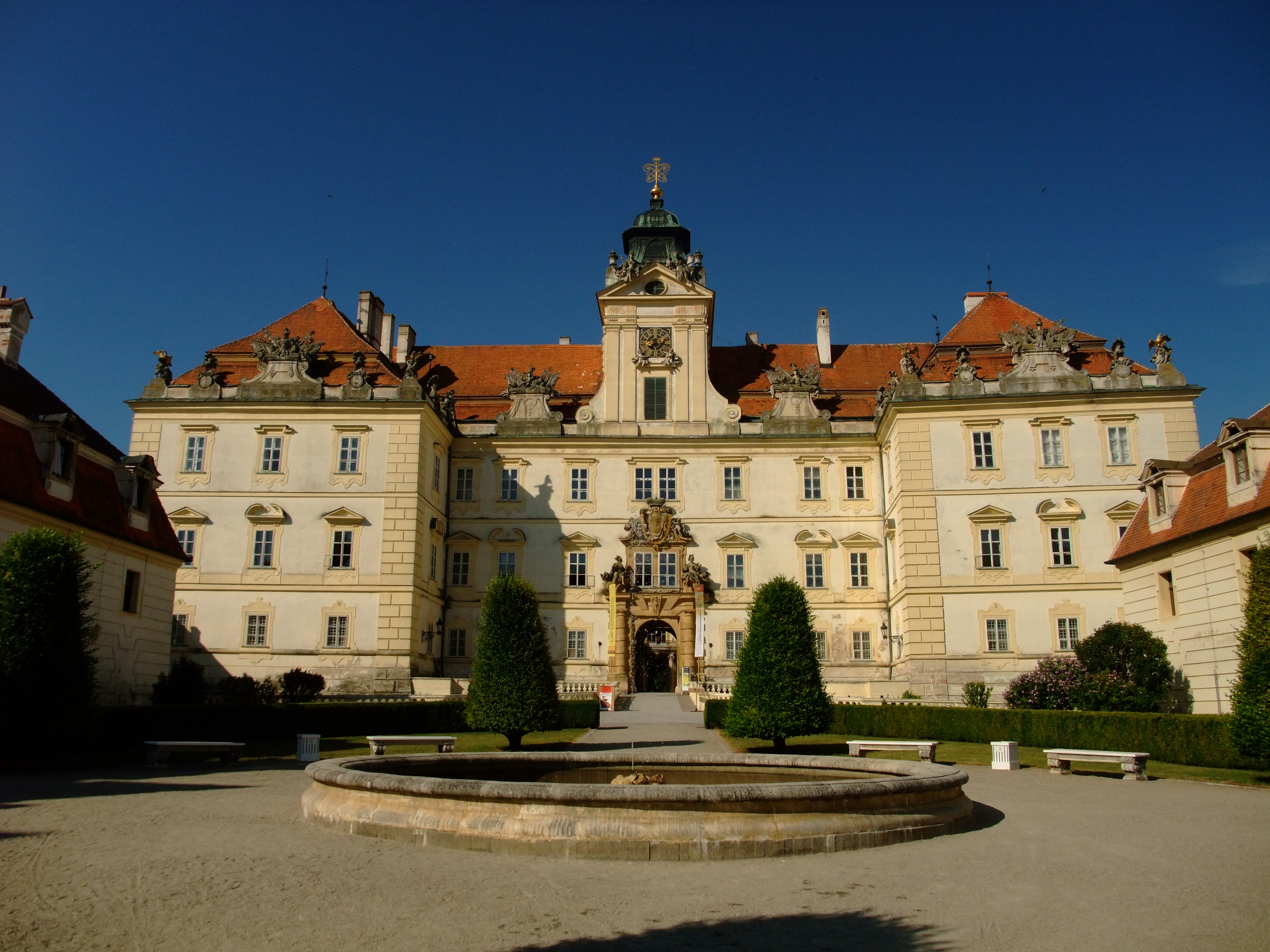
Zámek Valtice

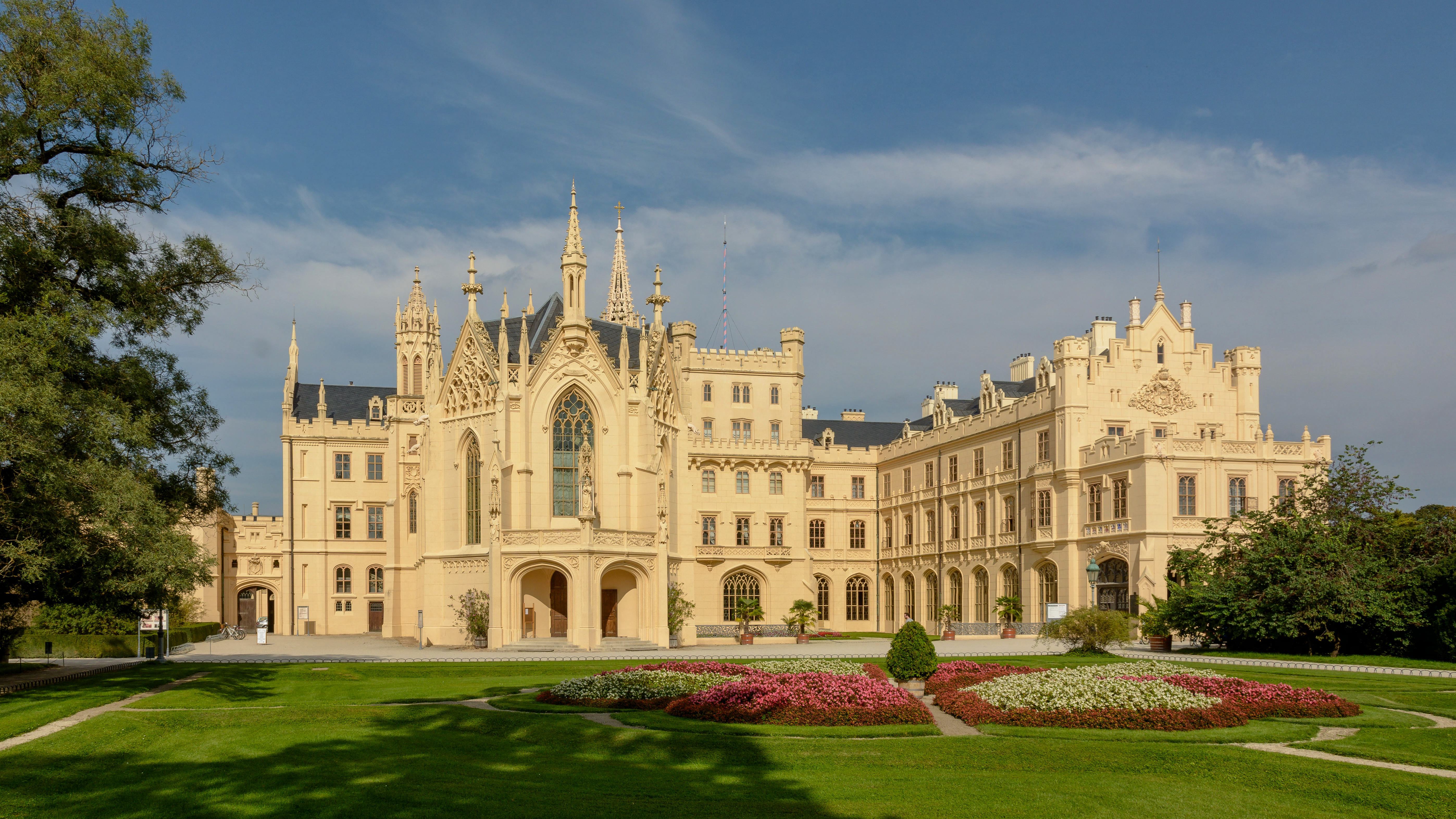
Zámek Lednice

Valtice patřily až do roku 1920 k Dolnímu Rakousku, teprve na základě smlouvy ze Saint-Germain byly v červenci 1920 přičleněny k Československu.

### Majetek v Rakousku
| Velkostatek | Výměra v hektarech |
| ----------- | ------------------ |
| Rabensburg  | 6 825              |
| Schottwien  | 3 394              |
| Wilfersdorf | 1 947              |
| Judenau     | 1 566              |

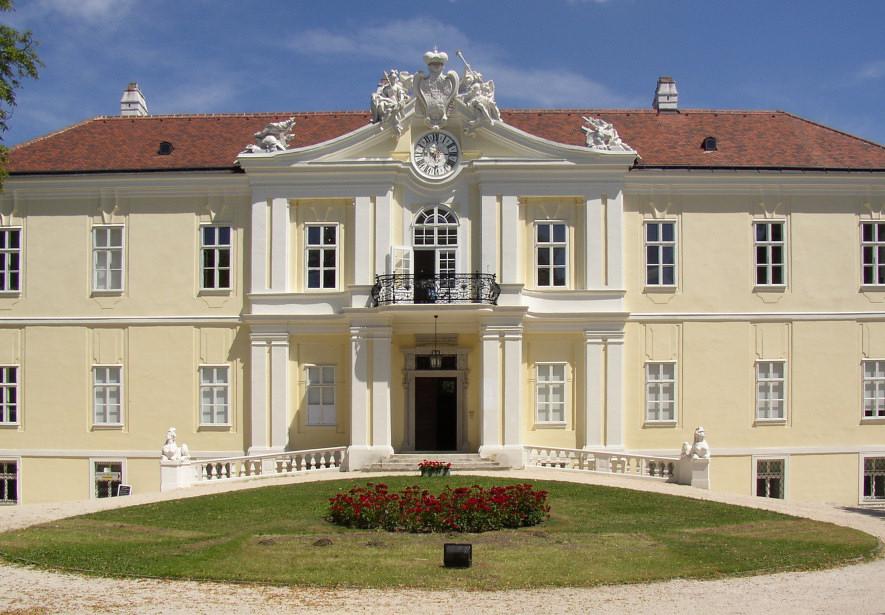
Zámek Wilfersdorf

Už v první etapě pozemkové reformy v roce 1921 byl dán jeho majetek do záboru. V listopadu 1922 bylo zahájeno přihláškové řízení na velkostatku Plumlov, dvoře Krumsín, ležícího svými pozemky v kat. obcích Krumsín, Drahany, Šeloutky, Křenůvky, Prostějovice, Myslejovice, soudního okresu Plumlov, polit. okresu Prostějov. Celková výměra činila 393,7270 ha, z toho polí 319,2262 ha, luk 43,9810 ha, zahrad 3,3345 ha, pastvin 21,7848 ha, ostatní půdy 5,4041 ha. Lhůta k podávání přihlášek o příděl půdy byla stanovena do 15. listopadu 1922 u přídělového komisaře Státního pozemkového úřadu v Kroměříži.
V březnu roku 1923 bylo zahájeno přídělové řízení na dvoře Skramníky (velkostatek Radim), který ležel svými pozemky v katarstrální obci Skramníky, soud. okres Český Brod. Celková výměra přejímané půdy činila 81 ha rolí a lhůta k podávání přihlášek trvala do 17. března 1923 u přídělového komisaře v Českém Brodě.
Zbytkové statky na velkostatcích Uhříněves, Kounice, Č. Kostelec, Radim, Rataje.

Státní pozemkový úřad vyhlašuje podle vládního nařízení ze dne 6. dubna 1923, č. 117 Sb. z. a n. a vládn. nař. ze 7. dubna 1923, č. 74 Sb. z. a n., že přidělí podle § 25. zák. ze 30. ledna 1920, č. 81 Sb. z. a n. do vlastnictví, po případě do pachtu z velkostatku Uhříněves, Kounice. Č. Kostelec, Radim, Rataje, patřícího vlastnicky kn. Janu II. Lichtensteinovi v soud. okrese Č. Brod, Č. Kostelec, Brandýs, Kolín, Kouřim, Poděbrady, Uhl. Janovice, zbytkové statky ze dvorů Břežany ve výměře asi 86 ha, Hodov asi 110 ha, Hostín asi 70 ha, Limuzy asi 75 ha, Škvorec asi 80 ha, Černíky asi 82 ha, Horoušany asi 130 ha, Mochov I. asi 45 ha, Mochov II. asi 46 ha, Vel. Nehvizdy asi 120 ha, mimo to ponechává se u zbytkového statku pro dodatečný drobný příděl Malé Nehvizdy asi 90 ha, Tejnice asi 100 ha, Tlustovousy asi 90 ha, Vyšerovice asi 70 ha, Tismice ca 60 ha, Chrást ca 100 ha, Dobropůl ca 65 ha, Komorce ca 60 ha, Hošt ca 75 ha, Syneč ca 80 ha, Tuchoraz ca 120 ha, Liblice ca 110 ha, Klučov ca 120 ha, Přistoupim ca 75 ha, Pečky I. asi 70 ha, Pečky II. asi 40 ha, Velké Chvalovice asi 120 ha, Tatce asi 50 ha, Třeboul-Sázava asi 130 ha, Třeboul-Broučkov I. asi 50 ha, Třeboul-Broučkov II. asi 40 ha, Přebozy asi 130 ha, Nový Dvůr asi 67 ha, Kozojedy asi 50 ha.

Formuláře žádostí za příděl a informace lze obdržeti u příděl. komisaře S. P. Ú, v Čes. Brodě nebo u S. P. Ú. v Praze; žádosti dlužno podati u příděl. komisaře S. P. Ú. v Čes. Brodě ve lhůtě ode dne 28. června do dne 11. července t. r., který uděluje též potřebné informace. Žádosti podané před touto lhůtou, nutno ve lhůtě opětovati. (Ze Státního pozemkového úřadu.)
Venkov, 29. 6. 1923, s. 9
Značně rozparcelovaný velkostatek Úhříněves nakonec v roce 1923 prodal státu, který zde zřídil státní školní statek pro zemědělský odbor Českého vysokého učení technického v Praze.

## Veřejné aktivity

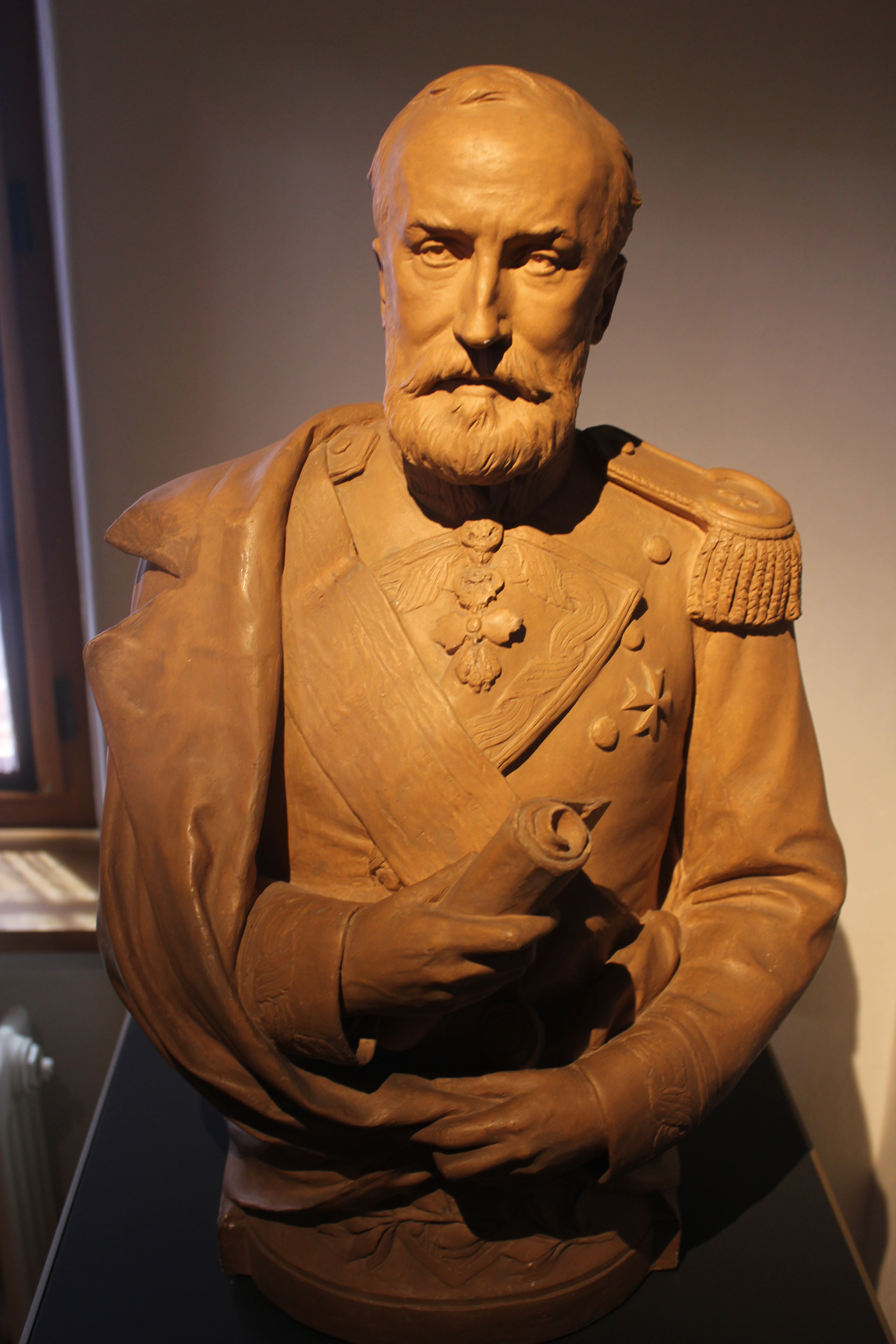
Busta knížete Jana II. z Lichtenštejna

Kníže Jan II. se nezajímal o politiku, je ale uznáván za jednoho z nejvýznamnějších mecenášů umění a vědy v Rakousku-Uhersku druhé poloviny 19. století. Podnětem k uměleckým zájmům bylo převzetí bohatých rodových sbírek, jimž se intenzivně věnoval a k jejich správě také zval odborníky z různých oborů. Vysokými finančními částkami a dary z vlastních sbírek podporoval Moravské zemské muzeum v Brně a Slezské zemské muzeum v Opavě. Jako čestný člen se angažoval v chodu Císařské akademie věd (Kaiserliche Akademie der Wissenschaften) a Uměleckoprůmyslového muzea ve Vídni, byl také prezidentem Komise pro památkovou péči ve Vídni (Zentral Kommission für Denkmalpflege). Za první světové války věnoval miliónové částky na charitu, především se jednalo o zřizování nemocnic. Podpora kulturních institucí na Moravě a Slezsku ustala po roce 1918 především kvůli problematickým vztahům s nově vzniklou Československou republikou.
Umělecké zájmy knížete Jana II. se promítly také do přestavby historických sídel na jeho velkostatcích. Po roce 1886 proběhla dlouhodobá a nákladná rekonstrukce hradu Šternberk v duchu romantického historismu. V podobném stylu nechal přestavět také hrad Liechtenstein v Dolním Rakousku. Menší stavební úpravy v novobarokním slohu proběhly na zámku Valtice, naopak plánovaná restaurace renesančních interiérů zámku v Bučovicích zůstala nerealizována. Na zámku v Úsově zřídil v roce 1900 lovecko-lesnické muzeum, první svého druhu (správa úsovského velkostatku byla již předtím v roce 1883 přemístěna do Nových Zámků).
Mimo jiné se věnoval modernizaci podnikání v zemědělství a lesním hospodaření, angažoval se také v ochraně přírody a na svých velkostatcích podporoval i rozvoj turistiky. Financoval například výstavbu rozhledny na Cvilíně u Krnova, chaty na Ovčárně nebo dnes již neexistující turistické ubytovny na Králickém Sněžníku. Při příležitosti 40. výročí jeho panování (1898) byly na různých místech v Čechách a na Moravě vztyčeny tzv. jubilejní kameny, které byly obnoveny o deset let později (1908), řada z nich je zachována dodnes.
Kníže Jan II. z Lichtenštejna zemřel svobodný a bezdětný na zámku ve Valticích v roce 1929 ve věku 88 let. Pohřben byl v rodové hrobce ve Vranově u Brna. Jeho nástupcem se stal mladší bratr František I. (1853–1938).
Díky sňatkům svých sester měl příbuzenské vazby na řadu významných osobností Rakouska-Uherska, jeho švagry byli například diplomat a předseda panské sněmovny hrabě Ferdinand Trauttmansdorff, diplomat a místopředseda panské sněmovny princ Alexandr Schönburg-Hartenstein, nejvyšší maršálek Českého království kníže Jiří Kristián Lobkowicz nebo kníže Adolf Josef ze Schwarzenbergu.